# Гай Цезар
Вижте също Гай Юлий Цезар, за други римляни с това име.
Гай Юлий Цезар, по-известен като Гай Цезар, е най-големият син на Марк Випсаний Агрипа от третата му жена, Юлия Старша.. Той е роден с името Гай Випсаний Агрипа, но след като е осиновен от римския император Октавиан Август, името му е променено на Гай Юлий Цезар.

## Произход
Марк Випсаний Агрипа произлиза от конническо семейство, а Юлия – единствена дъщеря на Октавиан от Скрибония. Агрипа и Юлия се женят през 21 пр.н.е., и, въпреки че е достоверно известно, че Юлия е била невярна на мъжа си, бракът им е консумиран удачно. Имат 5 деца.
През 12 пр.н.е. Агрипа неочаквано умира в Кампания.
През 17 пр.н.е. Октавиан Август осиновява внуците си Гай и брат му Луций. Третият брат, Постум не е осиновен, доколкото Октавиан иска да отдаде уважение на своя приятел. Според замисъла на Октавиан Постум бил длъжен да продължи рода на Випсанианите. Брат е на Юлия Младша и на Агрипина Стара.
През 1 пр.н.е. той се жени за своята родственица, Ливила, дъщеря на Друз Старши и Антония Младша. От този съюз няма потомство.
През 2 г. в Галия умира братът на Гай – Луций. Две години по-късно, в Ликия, на 24-годишна възраст, след раняване в кампанията в Артагира, Армения, умира и Гай.
Смъртта на двамата осиновени сина на Октавиан, Гай и Луций, принуждават Август да осинови доведения си син Тиберий. Така той и неговия единствен останал внук, Агрипа Постум, детето на дъщеря му Юлия стават негови вероятни наследници.